# Play-Boy Party
Pour plus de détails, voir Fiche technique et Distribution.
Play-Boy Party (titre original : L'ombrellone) est une comédie de mœurs franco-hispano-italienne réalisée par Dino Risi et sortie en 1965. 

## Synopsis
Enrico Marletti est un ingénieur quadragénaire qui déteste la mer et la foule. Resté à Rome, vide de ses habitants partis en vacances, il s'apprête à rejoindre son épouse Giuliana, en vacances  depuis trois semaines à Riccione afin de passer la mi-août avec elle.
À Riccione, il fait la connaissance de personnages typiques des centres balnéaires et prend conscience que son épouse est en confusion sentimentale. Dans un premier temps, il pense que Giuliana le trompe avec un gigolo, puis avec un play-boy, un petit charlatan qui veut l'impliquer dans ses magouilles. La confrontation se termine par une partie de poker au cours de laquelle Enrico Marletti en bluffant remporte la mise provoquant la fuite du rival et le retour de flamme de son épouse.
Le matin suivant, Enrico Marletti décide de rentrer à Rome où il savoure le calme de son appartement et récupère les heures de sommeil perdues à Riccione.

## Fiche technique
- Titre original italien : L'ombrellone[1]
- Titre français : Play-Boy Party[2]
- Titre espagnol : El parasol[3]
- Réalisation : Dino Risi
- Scénario : Ennio De Concini, Dino Risi
- Photographie : Armando Nannuzzi
- Montage : Franco Fraticelli, Emilio Rodríguez
- Musique : Lelio Luttazzi
- Décors et costumes : Maurizio Chiari (it)
- Production : Turi Vasile, Miguel Herrero, Paul-Edmond Decharme, Edward-C. Leggewie
- Sociétés de production : Ultra Film, Sicilia Cinematografica, Films du Siècle, Sud Pacifique Films, Altura Films
- Pays de production :  Italie -  Espagne -  France
- Format : Couleurs par Eastmancolor - 1,66:1 - Son mono - 35 mm
- Genre : Comédie à l'italienne, comédie de mœurs
- Durée : 103 minutes
- Dates de sortie :
  - Italie : 28 décembre 1965
  - Espagne : 6 février 1967
  - France : 1er mars 1967

## Distribution
- Enrico Maria Salerno : Ingegner Enrico Marletti
- Sandra Milo : Giuliana Marletti
- Daniela Bianchi : Isabella Dominici
- Trini Alonso : Clelia Valdameri
- Alicia Brandet : Inge
- José Calvo : Commendator Tagliaferri
- Pedro Rodríguez de Quevedo : Gustavo
- Lelio Luttazzi : Comte Antonio Bellanca
- Raffaele Pisu : Pasqualino
- Leopoldo Trieste : Professeur Ferri
- Véronique Vendell : L'altra Giuliana
- Jean Sorel : Sergio
- Ana Castor : Signora Pellini
- Antonella Della Porta : Signora De Rossi
- Helga Liné : Pucci